# Edmund Gassner
Edmund Gassner (* 10. März 1908 in Mainz; † 20. März 2004 in Bonn) war ein deutscher Städteplaner sowie Professor für Städtebau und Siedlungswesen. Gassner war Rektor der Rheinischen Friedrich-Wilhelms-Universität Bonn.

## Leben
Edmund Gassner wurde 1908 in einer bekannten Mainzer Juristenfamilie geboren. Nach seinem Abitur am Humanistischen Gymnasium studierte er in Mainz Bauingenieurwesen mit Vertiefung im Städtebau an der Technischen Hochschule Darmstadt, der heutigen TU Darmstadt. Dort wurde er 1927 Mitglied der katholischen Studentenverbindung KDStV Rheinpfalz im CV. Nach dem Diplom 1933 war Edmund Gassner fünf Jahre lang Wissenschaftlicher Assistent am Lehrstuhl für Städtebau, Straßenbau und Städtischen Tiefbau in Darmstadt tätig. Im In- und Ausland arbeitete er in dieser Zeit an Projekten, die den sozialen und ökonomischen Problemen der Wohnungsversorgung der städtischen und ländlichen Industriebevölkerung gewidmet waren. 1939 arbeitete er als Planer und Bauleiter im Ruhrgebiet, anschließend als Hilfsreferent in der Reichsstelle für Raumordnung (RfR) in Berlin. Die RfR war entstanden aus der Reichsstelle zur Regelung des Landbedarfs der öffentlichen Hand unter der Leitung des Reichsministers Hanns Kerrl; sie hat die staatliche Raumordnung in Deutschland begründet. 1940 wurde Edmund Gassner zum Wehrmacht einberufen und abgeordnet zum Generalinspektorat für das deutsche Straßenwesen von Fritz Todt.
Nach dem Zweiten Weltkrieg war Gassner im Regierungspräsidium Darmstadt tätig und leitete die Sachgebiete Bauleitplanung, sozialer Wohnungsbau und Bezirksplanung. 1947 wurde er Lehrbeauftragter an der Staatsbauschule Darmstadt, der heutigen Hochschule Darmstadt. Gleichzeitig arbeitete er an seiner Dissertation und wurde 1950 an der TH Darmstadt mit der Doktorschrift Untersuchungen über wirtschaftliche Baulanderschließung im sozialen Wohnungsbau: Ein Beitrag zur Förderung der Flachbauweise promoviert.
1950 wurde er außerordentlicher Professor an der Rheinischen Friedrich-Wilhelms-Universität in Bonn und 1954 Ordinarius für den neu gegründeten Lehrstuhl Städtebau und Siedlungswesen. Er wurde gleichzeitig zum Direktor des Instituts für Städtebau, Bodenordnung und Kulturtechnik der Universität Bonn berufen. In den Jahren 1959/1960 war er Dekan der Landwirtschaftlichen Fakultät. 1966 wurde er Rektor und Prorektor der Rheinischen Friedrich-Wilhelms-Universität Bonn. Im Jahre 1976 folgte ihm auf dem Lehrstuhl Klaus Borchard.
In den 1970er Jahren war Gassner wesentlich beteiligt an der Entwicklung der Richtlinien für die Anlage von Stadtstrassen (RAST).
Gassner hat über 200 Arbeiten publiziert. Er gehörte zahlreichen wissenschaftlichen Gremien an, ihm wurden viele nationale und internationale Auszeichnungen verliehen. 1978 wurde er Mitglied des Ritterordens vom Heiligen Grab zu Jerusalem.

## Schriften
- Aufschließung städtebaulicher Entwicklungsflächen, Schwartz, 1972, ISBN 3-509-00594-5
- Erschließung und Bebauung von Hang- und Hügelgelände, Dümmler, 1972, ISBN 3-427-77031-1
- Städtebauliche Kalkulation, Dümmler, 1972, ISBN 3-427-77051-6
- Interdisziplinäre Aspekte des Städtebaus, Lang, 1993, ISBN 3-631-45756-1